# Pasodoble
Pasodoble é um estilo musical e uma dança de origem espanhola, surgido no século XVI. É utilizada tanto em touradas como em desfiles militares. Popularizada como estilo de dança a partir da década de 1920, com muitas semelhanças ao One-Step. O pasodoble é a tradução das emoções das Touradas Espanholas para a pista de dança. Nesta dança o homem encarna o espírito de toureiro, digno e orgulhoso, que de forma decidida e graciosa conduz à senhora pelo salão como se ela fosse a sua capa. É uma dança forte, decidida, de tempos bem marcados onde se sente uma tensão entre os dançarinos ao longo de toda a dança.

## Programa internacional (syllabus)
Existe o programa padrão da dança utilizado em competições internacionais é chamado de syllabus, uma sequência de passos principais e oficiais para um determinado ritmo, escolhidos por uma entidade superior, neste caso a Imperial Society Teachers of Dance (ISTD).
Os syllabus dos ritmos são divididos em vários níveis – Bronze, Prata (Silver) e, Ouro (Gold) – em alguns casos os níveis podem ser sub-divididos em sub-níveis – por exemplo Bronze 1 (básico), 2 (intermediário), 3 (completo)- que equivalem a um grau de exames. No entanto existem níveis superiores, como o Gold Stars, Imperial Awards, Supreme Award, onde é necessário ter o domínio das cinco danças (latinas ou clássicas).
Sylabus de passos principais e oficiais do PasoDoble:

#### Bronze
Bronze 1
1. Sur Place
Basic Movement

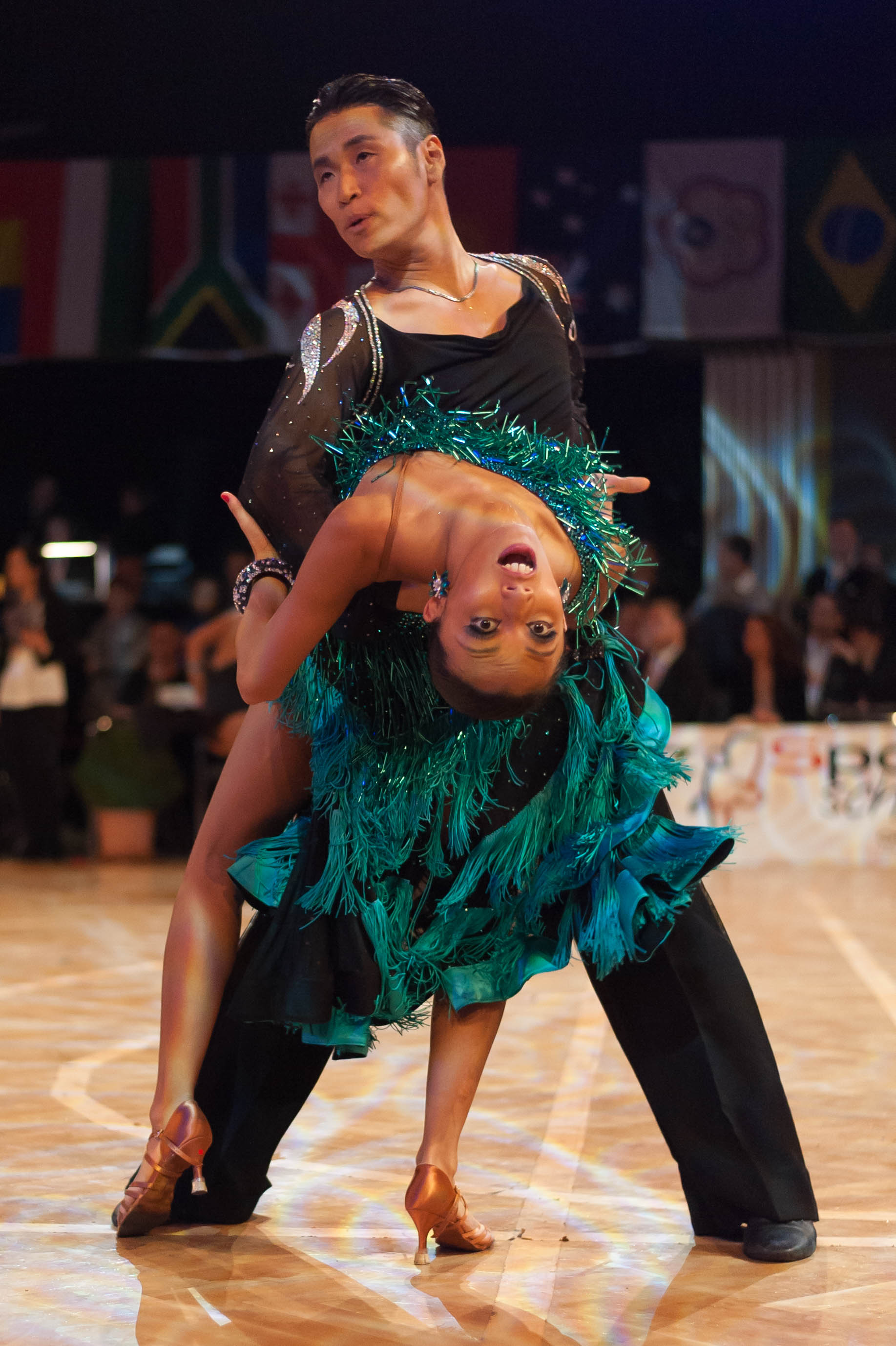
Pasodoble

2. Chasses to Right or Left (including Elevations)
3. Drag

Bronze 2
1. Deplacement (also Attack)
2. Promenade Link (also Promenade Close)
3. Promenade
4. Ecart (Fallaway Whisk)
5. Separation
6. Separation with Lady’s Caping Walks

Bronze 3
1. Fallaway Ending to Separation
2. Huit
3. Sixteen
4. Promenade and Counter Promenade
5. Grand Circle
6. Open Telemark

#### Prata
1. La Passe
2. Banderillas
3. Twist Turn
4. Fallaway Reverse Turn
5. Coup de Pique
6. Left Foot Variation
7. Spanish Lines
8. Flamenco Taps

#### Ouro
1. Syncopated Separation
2. Travelling Spins from Promenade Position
3. Travelling Spins from Counter Promenade Position
4. Fregolina (also Farol)
5. Twists30. Chasse Cape (including Outside Turn)